# Un conto da regolare
Un conto da regolare (A Score to Settle) è un film thriller d'azione del 2019, diretto da Shawn Ku. Nel cast Nicolas Cage e Benjamin Bratt.

## Trama
Nel 2001 a Frank Carver, un giovane gangster, viene chiesto di prendersi la colpa di un crimine in cambio di 450 mila dollari e della promessa che suo figlio, Joey, sarà accudito e cresciuto dopo la morte della moglie di Frank, Lorraine. Tuttavia, la sua permanenza in prigione, che doveva durare non più di sei anni, si trasforma in condanna a vita.
Diciannove anni dopo, Frank viene rilasciato perché gli viene diagnosticato un raro caso di insonnia, che potrebbe ucciderlo da un momento all'altro, a meno di non rispettare un perfetto ritmo del sonno. Il destino lo porterà a ritrovare suo figlio Joey, ma la vita gli riserva altre sorprese.